# Fundamentallemma der Variationsrechnung
In der Variationsrechnung spielt das sogenannte  Fundamentallemma der Variationsrechnung oder Hauptlemma der Variationsrechnung (englisch Fundamental lemma of calculus of variations oder Dubois-Reymond lemma) eine zentrale Rolle. Es wird manchmal ebenfalls mit Fundamentalsatz der Variationsrechnung benannt, fällt jedoch nicht mit diesem zusammen. Es handelt sich um ein bedeutendes Lemma, welches dem deutschen Mathematiker Paul Dubois-Reymond zugerechnet wird.
In seiner einfachsten Version macht das Fundamentallemma die folgende Aussage:
Sei {\displaystyle I=[a,b]\subset \mathbb {R} } ein kompaktes reelles Intervall und sei {\displaystyle g\colon I\to \mathbb {R} }  eine stetige Funktion.
Es gelte für jede stetig differenzierbare Funktion {\displaystyle h\colon I\to \mathbb {R} } mit {\displaystyle h(a)=h(b)=0}:
{\displaystyle \int _{a}^{b}{g(t)\;h(t)}\;\mathrm {d} t=0}
Dann ist {\displaystyle g} die Nullfunktion.
Eine andere, aber insgesamt etwas weiter reichende Version des Fundamentallemmas, welche auch mehrdimensionale Integration einbezieht, lautet wie folgt:
Sei {\displaystyle \Omega } eine offene Teilmenge des {\displaystyle \mathbb {R} ^{N}\;(N\in \mathbb {N} )} und sei {\displaystyle g\colon \Omega \to \mathbb {R} } eine lokal integrierbare Funktion.
Es gelte für jede unendlich oft differenzierbare Funktion {\displaystyle h\colon \Omega \to \mathbb {R} } mit kompaktem  Träger:
{\displaystyle \int _{\Omega }{g(x)\;h(x)}\;\mathrm {d} x=0}
Dann gilt {\displaystyle g=0} fast überall.
Für eine unmittelbare Anwendung beachte, dass eine lokal integrierbare Funktion {\displaystyle g\colon \Omega \to \mathbb {R} } durch die Formel
{\displaystyle T_{g}(h):=\int _{\Omega }{g(x)\;h(x)}\;\mathrm {d} x}
eine Distribution {\displaystyle T_{g}} auf {\displaystyle \Omega } definiert. Nach obigem Lemma sind zwei solche Distributionen {\displaystyle T_{g_{1}}} und {\displaystyle T_{g_{2}}} genau dann gleich, wenn {\displaystyle g_{1}} und {\displaystyle g_{2}} fast überall übereinstimmen (zum Beweis betrachte man {\displaystyle g_{1}-g_{2}}).